# Eucastor
Eucastor — викопний рід боброподібних гризунів. Виходячи з наявних доказів, Евкастор, швидше за все, є близьким родичем Кастору, але не в його прямій лінії.